# ترافيك (منظمة)
ترافيك (بالإنجليزية: Traffic)‏، هي منظمة دولية تهتم بالتأكد بأن الاتجار في النباتات البرية والحيوانات البرية لا يشكل تهديد للحفاظ على الطبيعة .